# Українізація (фільм, 1927)
«Українізація» — один з перших українських анімаційних фільмів. Фільм створено 1927 року в Центральній мультиплікаційній майстерні ВУФКУ В'ячеславом Левандовським та Володимиром Дев'ятніним.
Фільм присвячений введенню проголошеній у той час більшовицькою партією політиці коренізації — підтримки національних культур, але вийшов якраз тоді, коли цю політику московська влада почала згортати, тож фільм "поклали на полицю". Станом на 2020 рік фільм вважається втраченим.

## Творча команда
- Режисери: В'чеслав Левандовський, Володимир Дев'ятнін
- Художники-аніматори: В'чеслав Левандовський, Володимир Дев'ятнін

## Виробництво
Левандовський почав роботу над анімаційними фільмам «Українізація» у 1926 році паралельно зі ще однією своєю роботою — анімаційним фільмом «Казка про солом'яного бичка». Робота над обома фільмами розпочалася на Одеській кінофабриці ВУФКУ, але тільки «Казка про солом'яного бичка» була завершена в Одесі, а «Українізація» — вже в Києві на базі створеної в 1927 році Центральної мультиплікаційної майстерні ВУФКУ, яку очолив В’ячеслав Левандовський та його товариш, піонер радянської мультиплікації Володимир Дев'ятнін.

## Відгуки кінокритиків
У тогочасній пресі, зокрема у часописі Кіно, арткритик Гліб Затворницький залишив такий відгук про цей мультфільм: «...наш український кадрозйомщик тов. Вячеслав Левандовський... у своїй останній роботі «Українізація» дає окремі епізоди, надзвичайно майстерно та виразно зроблені».